# UFC Fight Night: Де Риддер vs. Эрнандес
UFC Fight Night: De Ridder vs. Hernandez (также известный как UFC Fight Night 262) — планируемый турнир по смешанным единоборствам, организованный Ultimate Fighting Championship, который должен состояться 18 октября 2025 года на спортивной арене «Rogers Arena» в городе Ванкувер, Британская Колумбия, Канада

## Подготовка турнира
Это турнир станет седьмым визитом промоушена в Ванкувер и первым после UFC 289 в июне 2023 года.
Главным событием турнира станет бой в среднем весе между бывшим чемпионом LFA в среднем весе Энтони Эрнандесом (#6 в рейтинге) и бывшим чемпионом ONE в среднем и полутяжелом весе Ренье Де Риддером (#5 в рейтинге)
Ранее сообщалось, что главным событием вечера должен был стать бой в легчайшем весе между бывшим претендентом на титул чемпиона UFC в легчайшем весе Умаром Нурмагомедовым и Марио Баутистой. Однако бой не состоялся.
На этот турнир запланирован бой в среднем весе между бывшим чемпионом LFA в среднем весе Азаматом Бекоевым и новичком промоушена Юсри Белгаруи. Изначально они должны были выступить на турнире UFC on ESPN: Таира vs. Парк в августе, но бой был перенесен на этот турнир из-за того, что Белгаруи не смог вовремя получить визу.

### Анонсированные бои
| Бой | Весовая категория     | Участники боёв и их статистика перед боем (рекорд ММА / рекорд UFC) | Участники боёв и их статистика перед боем (рекорд ММА / рекорд UFC) | Участники боёв и их статистика перед боем (рекорд ММА / рекорд UFC) | Участники боёв и их статистика перед боем (рекорд ММА / рекорд UFC) | Участники боёв и их статистика перед боем (рекорд ММА / рекорд UFC) | Участники боёв и их статистика перед боем (рекорд ММА / рекорд UFC) | Участники боёв и их статистика перед боем (рекорд ММА / рекорд UFC) | Участники боёв и их статистика перед боем (рекорд ММА / рекорд UFC) | Участники боёв и их статистика перед боем (рекорд ММА / рекорд UFC) | Участники боёв и их статистика перед боем (рекорд ММА / рекорд UFC) | Участники боёв и их статистика перед боем (рекорд ММА / рекорд UFC) | Участники боёв и их статистика перед боем (рекорд ММА / рекорд UFC) |
|     |                       | Главное событие                                                     |                                                                     |                                                                     |                                                                     |                                                                     |                                                                     |                                                                     |                                                                     |                                                                     |                                                                     |                                                                     |                                                                     |
| 1   | Средний вес           | Ренье Де Риддер (Reinier «The Dutch Knight» de Ridder)              | #5                                                                  | 21-2                                                                | 4-0                                                                 | +5                                                                  | vs.                                                                 | Энтони Эрнандес (Anthony «Fluffy» Hernandez)                        | #6                                                                  | 15-2 (1)                                                            | 9-2                                                                 | +8                                                                  | [ 2 ]                                                               |
| 2   | Полусредний вес       | Кевин Холланд (Kevin «Trailblazer» Holland)                         | #15                                                                 | 28-14 (1)                                                           | 15-11 (1)                                                           | -1                                                                  | vs.                                                                 | Майк Маллот (Mike «Proper» Malott)                                  | CS                                                                  | 12-2-1                                                              | 5-1                                                                 | +2                                                                  |                                                                     |
| 3   | Жен. Наилегчайший вес | Манон Фиро (Manon «The Beast» Fiorot)                               | #2                                                                  | 12-2                                                                | 7-1                                                                 | -1                                                                  | vs.                                                                 | Жасмин Ясудавичюс (Jasmine Jasudavicius)                            | #5, CS                                                              | 14-3                                                                | 8-2                                                                 | +5                                                                  |                                                                     |
| 4   | Полулёгкий вес        | Марлон Вера (Marlon «Chito» Vera)                                   | #7                                                                  | 23-10-1                                                             | 15-9                                                                | -2                                                                  | vs.                                                                 | Айманн Захаби (Aiemann Zahabi)                                      | #10                                                                 | 13-2                                                                | 7-2                                                                 | +6                                                                  |                                                                     |
| 5   | Средний вес           | Азамат Бекоев (Azamat «King Pin» Bekoev)                            |                                                                     | 20-3                                                                | 2-0                                                                 | +8                                                                  | vs.                                                                 | Юсри Белгаруи (Yousri «Baby Face Assassin» Belgaroui)               | CS                                                                  | 8-3                                                                 | д                                                                   | +3                                                                  |                                                                     |
|     |                       | Предварительный файт-кард турнира                                   |                                                                     |                                                                     |                                                                     |                                                                     |                                                                     |                                                                     |                                                                     |                                                                     |                                                                     |                                                                     |                                                                     |